# ياردوي
ياردوي (بالإنجليزية: Yardoi)‏ هي منطقة سكنية تقع في الصين في أزمة التبت والصين. يقدر عدد سكانها بـ
- نسمة .